# Konami-code
De Konami-code, in Japan bekend als het Konami-commando (コナミコマンド, Konami Komando), is een cheat die veelvuldig voorkomt in Konami-videogames.  De code komt tevens voor in enkele spellen die niet door Konami zijn uitgegeven. De code kwam voor het eerst voor in de uitgave voor het Nintendo Entertainment System uit 1986  voor het spel Gradius maar werd pas echt bekend in Noord-Amerika met de NES-versie van Contra, waarvan het de naam "30 Lives Code" kreeg. De speler kon door het spel te stoppen en de code omhoog, omhoog, omlaag, omlaag, links, rechts, links, rechts, B, A (O, X voor PlayStation), start  in te voeren 30 levens krijgen. De code werd daarop meermaals opnieuw gebruikt in veel andere spellen en heeft een plek gekregen in de volkscultuur in relatie tot de derdegeneratiespelcomputers.
De code werd bedacht door Kazuhisa Hashimoto, die op 25 februari 2020 overleed.

De Konami-code